# Fußballclub Carl Zeiss Jena 2006-2007
Questa voce raccoglie le informazioni riguardanti il Fußballclub Carl Zeiss Jena nelle competizioni ufficiali della stagione 2006-2007.

## Stagione
Nella stagione 2006-2007 il Carl Zeiss Jena, allenato da Frank Neubarth, concluse il campionato di 2. Bundesliga al 13º posto. In Coppa di Germania il Carl Zeiss Jena fu eliminato al primo turno dal Colonia.

## Rosa
| N. |                     | Ruolo | Calciatore         |
| -- | ------------------- | ----- | ------------------ |
| 1  | Germania (bandiera) | P     | Christian Person   |
| 2  | Germania (bandiera) | C     | Ronny Thielemann   |
| 3  | Germania (bandiera) | D     | Alexander Voigt    |
| 4  | Polonia (bandiera)  | D     | Krzysztof Kowalik  |
| 5  | Germania (bandiera) | D     | Alexander Maul     |
| 6  | Germania (bandiera) | D     | Sven Günther       |
| 7  | Germania (bandiera) | C     | Torsten Ziegner    |
| 8  | Germania (bandiera) | D     | Ralf Schmidt       |
| 9  | Germania (bandiera) | C     | Tobias Werner      |
| 10 | Germania (bandiera) | A     | Sebastian Helbig   |
| 11 | Germania (bandiera) | A     | Mark Zimmermann    |
| 12 | Germania (bandiera) | P     | Daniel Kraus       |
| 13 | Germania (bandiera) | C     | Christian Fröhlich |
| 14 | Germania (bandiera) | C     | Kevin Schlitte     |
| 15 | Germania (bandiera) | D     | Toni Wachsmuth     |
| 16 | Germania (bandiera) | C     | Andreas Keil       |

| N. |                        | Ruolo | Calciatore          |
| -- | ---------------------- | ----- | ------------------- |
| 17 | Turchia (bandiera)     | A     | Sercan Güvenışık    |
| 18 | Germania (bandiera)    | D     | Kai Oswald          |
| 19 | Finlandia (bandiera)   | A     | Njazi Kuqi          |
| 20 | Germania (bandiera)    | A     | Fiete Sykora        |
| 21 | Germania (bandiera)    | C     | Stefan Kühne        |
| 22 | Germania (bandiera)    | D     | Felix Holzner       |
| 25 | Germania (bandiera)    | P     | Norman Wohlfeld     |
| 26 | Croazia (bandiera)     | D     | Lovre Vulin         |
| 27 | Germania (bandiera)    | D     | Ronald Maul         |
| 30 | Germania (bandiera)    | A     | Toni Juraschek      |
| 31 | Marocco (bandiera)     | A     | Mohammed el Berkani |
| 32 | Paesi Bassi (bandiera) | D     | Leen van Steensel   |
| 33 | Germania (bandiera)    | A     | Nils Petersen       |
| 34 | Georgia (bandiera)     | A     | Mikheil Ashvetia    |
| 35 | Georgia (bandiera)     | P     | Georgi Lomaia       |
| 36 | Croazia (bandiera)     | C     | Filip Tapalović     |

## Organigramma societario
Area tecnica
- Allenatore: Frank Neubarth
- Allenatore in seconda: Olaf Holetschek
- Preparatore dei portieri:
- Preparatori atletici:

## Calciomercato

### Sessione estiva
| Acquisti | Acquisti           | Acquisti                                      | Acquisti |
| R.       | Nome               | da                                            | Modalità |
| -------- | ------------------ | --------------------------------------------- | -------- |
| D        | Lovre Vulin        | Standard Liegi                                |          |
| A        | Patrick de Napoli  | Lucerna                                       |          |
| C        | Christian Fröhlich | Dinamo Dresda                                 |          |
| D        | Sven Günther       | Erzgebirge Aue                                |          |
| A        | Sercan Güvenışık   | Preußen Münster                               |          |
| A        | Sebastian Helbig   | Erzgebirge Aue                                |          |
| A        | Petar Jelić        | Modriča                                       |          |
| A        | Silvio Pagano      | Colonia II                                    |          |
| D        | Robert Paul        | Wacker Burghausen                             |          |
| D        | Marco Riemer       | {{Calcio FC Carl Zeiss Jena [A-Junioren]\|N}} |          |
| C        | Kevin Wittke       | Werder Brema II                               |          |

| Cessioni | Cessioni         | Cessioni           | Cessioni |
| R.       | Nome             | da                 | Modalità |
| -------- | ---------------- | ------------------ | -------- |
| C        | Michael Aničić   | Waldhof Mannheim   |          |
| D        | Tim Erfen        | LR Ahlen           |          |
| A        | Sebastian Hähnge | Hansa Rostock      |          |
| A        | Miroslav Jović   | Carl Zeiss Jena II |          |
| C        | Maik Kunze       | Hallescher         |          |
| C        | Kais Manai       | Magdeburgo         |          |
| A        | Daniel Zaccanti  | Bayern Hof         |          |

### Sessione invernale
| Acquisti | Acquisti            | Acquisti         | Acquisti |
| R.       | Nome                | da               | Modalità |
| -------- | ------------------- | ---------------- | -------- |
| A        | Mikheil Ashvetia    | Rubin            |          |
| A        | Mohammed el Berkani | Lierse           |          |
| D        | Kai Oswald          | Unterhaching     |          |
| D        | Alexander Voigt     | Roda JC          |          |
| P        | Georgi Lomaia       | Luch Vladivostok |          |
| D        | Leen van Steensel   | Utrecht          |          |

| Cessioni | Cessioni          | Cessioni         | Cessioni |
| R.       | Nome              | da               | Modalità |
| -------- | ----------------- | ---------------- | -------- |
| A        | Patrick de Napoli | Chemnitz         |          |
| D        | Holger Hasse      | Holstein Kiel    |          |
| A        | Petar Jelić       | Norimberga       |          |
| A        | Silvio Pagano     | Colonia II       |          |
| D        | Robert Paul       | Wehen Wiesbaden  |          |
| C        | Kevin Wittke      | Waldhof Mannheim |          |

## Risultati

### 2. Bundesliga

#### Girone di andata
| Arbitro: | Schmidt |

|                     |           |                        |
| Dorn 27’ Türker 39’ | Marcatori | 53’ Helbig 87’ Günther |

| Jena 18 agosto 2006, ore 18:00 CEST 2ª giornata | Carl Zeiss Jena | 0 – 0 referto | Eintracht Braunschweig | Ernst-Abbe-Sportfeld (10 000 spett.)\| Arbitro: \| Dingert \| |
| Arbitro:                                        | Dingert         |               |                        |                                                               |

| Arbitro: | Welz |

|                             |           |                        |
| Schlitte 2’, 68’ Werner 23’ | Marcatori | 12’ (rig.), 22’ Helmes |

| Arbitro: | Schalk |

|                                                        |           |                                          |
| Younga-Mouhani 16’, 56’ Sérgio 18’ Lorenzón 52’ (rig.) | Marcatori | 5’ Schlitte 55’ Fröhlich 59’, 72’ Helbig |

| Arbitro: | Schempershauwe |

|            |           |          |
| Sykora 73’ | Marcatori | 54’ Koen |

| Arbitro: | Schößling |

|                          |           |  |
| Baier 54’ Ziegenbein 86’ | Marcatori |  |

| Arbitro: | Stachowiak |

|  |           |                     |
|  | Marcatori | 41’, 57’ Lechleiter |

| Arbitro: | Kuhl |

|                                         |           |                     |
| Freis 11’, 15’ Kapllani 45’ Carnell 51’ | Marcatori | 54’ (rig.) Fröhlich |

| Arbitro: | Fischer |

|                           |           |  |
| Zimmermann 69’ Sykora 79’ | Marcatori |  |

| Arbitro: | Winkmann |

|               |           |           |
| Rydlewicz 73’ | Marcatori | 68’ Hasse |

| Arbitro: | Frank |

|               |           |            |
| de Napoli 36’ | Marcatori | 90’ Kleine |

| Arbitro: | Lupp |

|                                                |           |            |
| Heller 26’, 73’ Juskowiak 45’, 51’ Liebers 84’ | Marcatori | 60’ Sykora |

| Arbitro: | Aytekin |

|                                |           |           |
| Helbig 56’ Fröhlich 63’ (rig.) | Marcatori | 7’ Hansen |

| Arbitro: | Henschel |

|                                      |           |  |
| Kurth 5’ Idrissou 29’, 38’ Grlić 80’ | Marcatori |  |

| Arbitro: | Schriever |

|  |           |                       |
|  | Marcatori | 3’ Krejčí 73’ Bogavac |

| Kaiserslautern 8 dicembre 2006, ore 18:00 CET 16ª giornata | Kaiserslautern | 0 – 0 referto | Carl Zeiss Jena | Fritz-Walter-Stadion (25 860 spett.)\| Arbitro: \| Anklam \| |
| Arbitro:                                                   | Anklam         |               |                 |                                                              |

| Arbitro: | Sahler |

|  |           |                                |
|  | Marcatori | 67’ (rig.) Hdiouad 90’ Lawarée |

#### Girone di ritorno
| Arbitro: | Gräfe |

|                               |           |                                   |
| Voigt 47’ Fröhlich 90’ (rig.) | Marcatori | 19’, 51’ Türker 27’ (aut.) Oswald |

| Arbitro: | Gagelmann |

|            |           |  |
| Rische 83’ | Marcatori |  |

| Arbitro: | Kempter |

|                   |           |  |
| Scherz 84’ (rig.) | Marcatori |  |

| Arbitro: | Pickel |

|                         |           |  |
| Ashvetia 39’ Sykora 87’ | Marcatori |  |

| Arbitro: | Welz |

|  |           |               |
|  | Marcatori | 45’ Wachsmuth |

| Arbitro: | Fischer |

|                               |           |               |
| Tapalović 7’ Ashvetia 9’, 11’ | Marcatori | 76’ Vučićević |

| Arbitro: | Schriever |

|                             |           |  |
| Lechleiter 3’ Rathgeber 80’ | Marcatori |  |

| Arbitro: | Brych |

|                |           |                                      |
| Zimmermann 23’ | Marcatori | 3’ Federico 42’ Kapllani 65’ Carnell |

| Coblenza 16 marzo 2007, ore 18:00 CET 26ª giornata | Coblenza   | 0 – 0 referto | Carl Zeiss Jena | Stadion Oberwerth (9 348 spett.)\| Arbitro: \| Grudzinski \| |
| Arbitro:                                           | Grudzinski |               |                 |                                                              |

| Arbitro: | Schalk |

|              |           |                          |
| Ashvetia 85’ | Marcatori | 36’ Gledson 86’ Ćetković |

| Arbitro: | Schempershauwe |

|                      |           |  |
| Cidimar 52’ Timm 55’ | Marcatori |  |

| Arbitro: | Rafati |

|                             |           |                   |
| Zimmermann 10’ Schlitte 45’ | Marcatori | 84’ (aut.) Sykora |

| Arbitro: | Weiner |

|             |           |                                  |
| Mohamad 62’ | Marcatori | 39’, 61’ (rig.) Voigt 90’ Werner |

| Arbitro: | Dingert |

|                              |           |                           |
| Sykora 17’, 39’ Fröhlich 33’ | Marcatori | 68’, 85’ Grlić 83’ Lavrič |

| Arbitro: | Fischer |

|           |           |            |
| Hertl 90’ | Marcatori | 33’ Werner |

| Arbitro: | Fleischer |

|              |           |             |
| Ashvetia 51’ | Marcatori | 10’ Simpson |

| Arbitro: | Kempter |

|                    |           |                            |
| Lawarée 48’ (rig.) | Marcatori | 35’ Fröhlich 75’ Tapalović |

### Coppa di Germania
| Arbitro: | Rafati |

|           |           |                |
| Hasse 66’ | Marcatori | 21’, 29’ Chihi |

## Statistiche

### Statistiche di squadra
| Competizione      | Punti | In casa | In casa | In casa | In casa | In casa | In casa | In trasferta | In trasferta | In trasferta | In trasferta | In trasferta | In trasferta | Totale | Totale | Totale | Totale | Totale | Totale | DR  |
| Competizione      | Punti | G       | V       | N       | P       | Gf      | Gs      | G            | V            | N            | P            | Gf           | Gs           | G      | V      | N      | P      | Gf     | Gs     | DR  |
| ----------------- | ----- | ------- | ------- | ------- | ------- | ------- | ------- | ------------ | ------------ | ------------ | ------------ | ------------ | ------------ | ------ | ------ | ------ | ------ | ------ | ------ | --- |
| 2. Bundesliga     | 38    | 17      | 6       | 5       | 6       | 24      | 25      | 17           | 3            | 6            | 8            | 16           | 31           | 34     | 9      | 11     | 14     | 40     | 56     | -16 |
| Coppa di Germania | -     | 1       | 0       | 0       | 1       | 1       | 2       | 0            | 0            | 0            | 0            | 0            | 0            | 1      | 0      | 0      | 1      | 1      | 2      | -1  |
| Totale            | 38    | 18      | 6       | 5       | 7       | 25      | 27      | 17           | 3            | 6            | 8            | 16           | 31           | 35     | 9      | 11     | 15     | 41     | 58     | -17 |

### Andamento in campionato
| Giornata  | 1 | 2  | 3 | 4 | 5 | 6  | 7  | 8  | 9  | 10 | 11 | 12 | 13 | 14 | 15 | 16 | 17 | 18 | 19 | 20 | 21 | 22 | 23 | 24 | 25 | 26 | 27 | 28 | 29 | 30 | 31 | 32 | 33 | 34 |
| --------- | - | -- | - | - | - | -- | -- | -- | -- | -- | -- | -- | -- | -- | -- | -- | -- | -- | -- | -- | -- | -- | -- | -- | -- | -- | -- | -- | -- | -- | -- | -- | -- | -- |
| Luogo     | T | C  | C | T | C | T  | C  | T  | C  | T  | C  | T  | C  | T  | C  | T  | C  | C  | T  | T  | C  | T  | C  | T  | C  | T  | C  | T  | C  | T  | C  | T  | C  | T  |
| Risultato | N | N  | V | N | N | P  | P  | P  | V  | N  | N  | P  | V  | P  | P  | N  | P  | P  | P  | P  | V  | V  | V  | P  | P  | N  | P  | P  | V  | V  | N  | N  | N  | V  |
| Posizione | 6 | 11 | 8 | 7 | 8 | 11 | 12 | 15 | 12 | 12 | 13 | 14 | 13 | 13 | 15 | 15 | 16 | 16 | 16 | 16 | 15 | 15 | 14 | 15 | 15 | 14 | 14 | 17 | 16 | 15 | 14 | 15 | 16 | 13 |

Legenda:

Luogo: C = Casa; T = Trasferta. Risultato: V = Vittoria; N = Pareggio; P = Sconfitta.

### Statistiche dei giocatori
| Giocatore       | 2. Bundesliga | 2. Bundesliga | 2. Bundesliga | 2. Bundesliga | Coppa di Germania | Coppa di Germania | Coppa di Germania | Coppa di Germania | Totale   | Totale | Totale      | Totale     |
| Giocatore       | Presenze      | Reti          | Ammonizioni   | Espulsioni    | Presenze          | Reti              | Ammonizioni       | Espulsioni        | Presenze | Reti   | Ammonizioni | Espulsioni |
| --------------- | ------------- | ------------- | ------------- | ------------- | ----------------- | ----------------- | ----------------- | ----------------- | -------- | ------ | ----------- | ---------- |
| M. Ashvetia     | 10            | 5             | 1             | 1             | 0                 | 0                 | 0                 | 0                 | 10       | 5      | 1           | 1          |
| M. Berkani      | 6             | 0             | 2             | 0             | 0                 | 0                 | 0                 | 0                 | 6        | 0      | 2           | 0          |
| C. Fröhlich     | 32            | 6             | 3             | 0             | 1                 | 0                 | 0                 | 0                 | 33       | 6      | 3           | 0          |
| S. Günther      | 21            | 1             | 3             | 0             | 1                 | 0                 | 0                 | 0                 | 22       | 1      | 3           | 0          |
| S. Güvenışık    | 10            | 0             | 2             | 0             | 0                 | 0                 | 0                 | 0                 | 10       | 0      | 2           | 0          |
| H. Hasse        | 13            | 1             | 4             | 1             | 1                 | 1                 | 0                 | 0                 | 14       | 2      | 4           | 1          |
| S. Helbig       | 15            | 4             | 3             | 0             | 1                 | 0                 | 0                 | 0                 | 16       | 4      | 3           | 0          |
| F. Holzner      | 14            | 0             | 4             | 0             | 0                 | 0                 | 0                 | 0                 | 14       | 0      | 4           | 0          |
| P. Jelić        | 1             | 0             | 0             | 0             | 1                 | 0                 | 0                 | 0                 | 2        | 0      | 0           | 0          |
| T. Juraschek    | 1             | 0             | 0             | 0             | 0                 | 0                 | 0                 | 0                 | 1        | 0      | 0           | 0          |
| A. Keil         | 0             | 0             | 0             | 0             | 0                 | 0                 | 0                 | 0                 | 0        | 0      | 0           | 0          |
| K. Kowalik      | 21            | 0             | 3             | 0             | 1                 | 0                 | 0                 | 0                 | 22       | 0      | 3           | 0          |
| D. Kraus        | 1             | 0             | 0             | 0             | 0                 | 0                 | 0                 | 0                 | 1        | 0      | 0           | 0          |
| N. Kuqi         | 0             | 0             | 0             | 0             | 0                 | 0                 | 0                 | 0                 | 0        | 0      | 0           | 0          |
| S. Kühne        | 16            | 0             | 3             | 0             | 0                 | 0                 | 0                 | 0                 | 16       | 0      | 3           | 0          |
| G. Lomaia       | 15            | 0             | 2             | 0             | 0                 | 0                 | 0                 | 0                 | 15       | 0      | 2           | 0          |
| A. Maul         | 24            | 0             | 4             | 0             | 1                 | 0                 | 0                 | 0                 | 25       | 0      | 4           | 0          |
| R. Maul         | 24            | 0             | 4             | 0             | 0                 | 0                 | 0                 | 0                 | 24       | 0      | 4           | 0          |
| K. Oswald       | 1             | 0             | 0             | 0             | 0                 | 0                 | 0                 | 0                 | 1        | 0      | 0           | 0          |
| S. Pagano       | 6             | 0             | 1             | 0             | 0                 | 0                 | 0                 | 0                 | 6        | 0      | 1           | 0          |
| C. Person       | 19            | 0             | 1             | 0             | 1                 | 0                 | 0                 | 0                 | 20       | 0      | 1           | 0          |
| N. Petersen     | 3             | 0             | 1             | 0             | 0                 | 0                 | 0                 | 0                 | 3        | 0      | 1           | 0          |
| K. Schlitte     | 31            | 4             | 3             | 0             | 1                 | 0                 | 0                 | 0                 | 32       | 4      | 3           | 0          |
| R. Schmidt      | 14            | 0             | 2             | 0             | 0                 | 0                 | 0                 | 0                 | 14       | 0      | 2           | 0          |
| F. Sykora       | 32            | 6             | 9             | 0             | 1                 | 0                 | 0                 | 0                 | 33       | 6      | 9           | 0          |
| F. Tapalović    | 11            | 2             | 0             | 0             | 0                 | 0                 | 0                 | 0                 | 11       | 2      | 0           | 0          |
| R. Thielemann   | 12            | 0             | 2             | 0             | 1                 | 0                 | 0                 | 0                 | 13       | 0      | 2           | 0          |
| A. Voigt        | 16            | 3             | 5             | 0             | 0                 | 0                 | 0                 | 0                 | 16       | 3      | 5           | 0          |
| L. Vulin        | 0             | 0             | 0             | 0             | 1                 | 0                 | 0                 | 0                 | 1        | 0      | 0           | 0          |
| T. Wachsmuth    | 16            | 1             | 2             | 1             | 0                 | 0                 | 0                 | 0                 | 16       | 1      | 2           | 1          |
| T. Werner       | 27            | 3             | 6             | 0             | 1                 | 0                 | 0                 | 0                 | 28       | 3      | 6           | 0          |
| N. Wohlfeld     | 0             | 0             | 0             | 0             | 0                 | 0                 | 0                 | 0                 | 0        | 0      | 0           | 0          |
| T. Ziegner      | 4             | 0             | 1             | 0             | 0                 | 0                 | 0                 | 0                 | 4        | 0      | 1           | 0          |
| M. Zimmermann   | 26            | 3             | 1             | 0             | 0                 | 0                 | 0                 | 0                 | 26       | 3      | 1           | 0          |
| P. de Napoli    | 13            | 1             | 2             | 0             | 1                 | 0                 | 0                 | 0                 | 14       | 1      | 2           | 0          |
| L. van Steensel | 10            | 0             | 1             | 1             | 0                 | 0                 | 0                 | 0                 | 10       | 0      | 1           | 1          |